# Alban Gerster
Alban Gerster (* 26. Dezember 1898 in Laufen, Kanton Basel-Landschaft; † 12. März 1986 ebenda) war ein Schweizer Architekt und Archäologe.

## Leben und Werk
Alban Gerster war ein Sohn des Joseph Gerster-Roth und der Ida, geborene Roth. Er studierte an der ETH Zürich Architektur, Kunstgeschichte und Archäologie und eröffnete 1924 ein Architekturbüro in Laufen. Ab 1933 war er korrespondierendes Mitglied des Deutschen Archäologischen Instituts. 1970 erhielt Gerster den Dr. h. c. der Universität Bern für seine Verdienste in Denkmalpflege und Archäologie.
In seinem architektonischen Schaffen nahm die Denkmalpflege einen wichtigen Platz ein, u. a. die Restaurierung des Schlosses und der Jesuitenkirche in Porrentruy (1962–1967), des Kapuzinerklosters in Dornach (1966–1967), des Klosters Hauterive (Kanton Freiburg, 1968–1974) und der Kirche St. Katharina in Laufen 1971.
Gerster war Mitglied der Bernischen Kommission für Denkmalpflege. Als Liebhaber und Kenner der Archäologie erforschte Gerster privat die Überreste römischer Bauten wie dem römischen Gutshof Müschhag bei Laufen oder dem Bau des Römerhauses in Augst BL (Nachbau einer römischen Villa, dient als Museum innerhalb der Ruinen von Augusta Raurica).
Sein Sohn war der Architekt, Denkmalpfleger und Autor Giuseppe Gerster (* 1938).